# ذراع الخطم (الملاح)

تعديل مصدري - تعديل

ذراع الخطم هي إحدى قرى عزلة الملاح بمديرية الملاح التابعة لمحافظة لحج، بلغ تعداد سكانها 40 نسمة حسب تعداد اليمن لعام 2004.